# Takehara
Takehara è una città giapponese della prefettura di Hiroshima.